# Krotz-Defiance Auto Buggy Company
Krotz-Defiance Auto Buggy Company war ein US-amerikanischer Hersteller von Automobilen.

## Unternehmensgeschichte
Alvaro S. Krotz hatte bereits mit der Krotz Manufacturing Company Erfahrungen im Automobilbau gesammelt. Im Februar 1908 gründete er zusammen mit J. A. Deindoerfer, John Diehl, C. P. Harley, D. F. Krotz, W. G. Lehman und August Martin das Unternehmen. Der Sitz war in Defiance in Ohio. Die Produktion von Automobilen lief bis 1911. Sie wurden als Krotz vermarktet.

## Fahrzeuge
Das einzige Modell wurde Gas-Electric Buggy genannt.